# Palmdale, Kalifornija
Palmdale je grad u američkoj saveznoj državi Kaliforniji. Grad upravo pripada okrugu Los Angeles. 

## Zemljopis
Palmdale je grad smješten na sjeveroistoku okruga Los Angeles u Kaliforniji, odvojen od Los Angelesa planinskim lancem San Gabriel
Palmdale je 6. po veličini grad u okrugu Los Angeles prema broju stanovnika.
Grad se prostire na 272.2 km², od čega je kopneno područje 271.8 km², dok je vodenih područja 0.4 km².

## Povijest
Palmenthal je bilo prvo europsko naselju u granicama današnejga grada Palmdale, osnovana je kao selo 1886. godine, osnovali su ga Luterani s američkoga Srednjeg zapada uglavnom njemačkog i švicarskog podrijetla. Naselje je službeno osnovano nakon dolaska pošte 17. lipnja 1888. godine.

## Stanovništvo
Prema popisu stanovništva iz 2000. godine grad je imao 116.670 stanovnika,
, 34.285 domaćinstava, i 28.113 obitelji. Prosječna gustoća naseljenosti je 429 stan./km²
Prema rasnoj podjeli u gradu živi najviše bijelaca 54,77%, afroamerikanaca ima 14,50%, azijata 3,83%, indijanaca 1,03%	, podrijetlo s pacifika 0,19%, ostale rase 20,45%, izjašnjeni kao dvije ili više rasa 5,23%. Od ukupnoga broja stanovnika njih 37,71% su latinoamerikanci ili hispanjolci.

## Gradovi prijatelji
- Poncitlán, Meksiko (1998.)

## Vanjske poveznice
- Službene stranice grada

### Ostali projekti
|  | Zajednički poslužitelj ima stranicu o temi Palmdale, Kalifornija |